# Flaga Tybetu

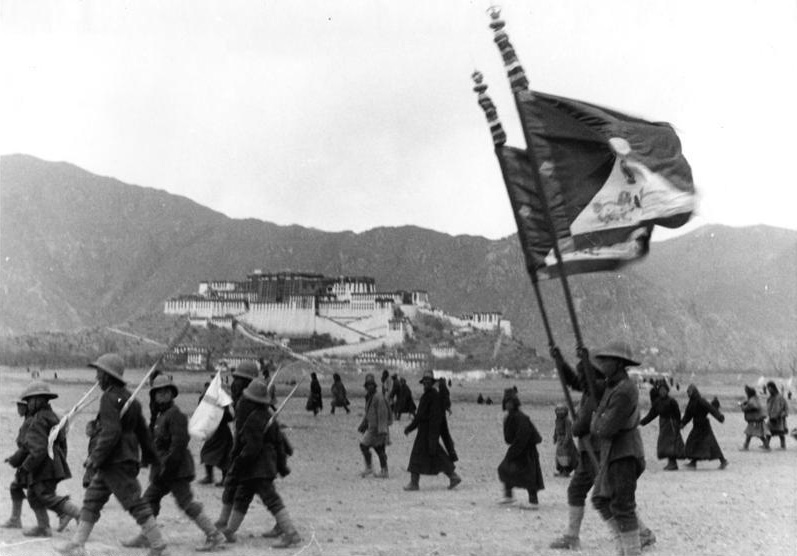
Armia tybetańska z flagą tybetańską na paradzie wojskowej w Lhasie w 1938 roku

Flaga Tybetu została opracowana w 1912 przez XIII Dalajlamę.
W 1955 na mocy chińsko-tybetańskiego porozumienia flaga została zatwierdzona jako oficjalna flaga narodowa Tybetu. Po powstaniu tybetańskim w 1959 używanie jej zostało w Chińskiej Republice Ludowej zakazane. Pozostała flagą Centralnego Rządu Tybetańskiego.
Dziś jest powszechnie przyjętym symbolem walki Tybetu o niepodległość.
Flaga Tybetu ma proporcje 2:3.

## Symbolika flagi
- Biała góra na środku flagi symbolizuje Himalaje, góry, które oddzielają Tybet od Subkontynentu indyjskiego;
- Sześć czerwonych pasów na niebieskim niebie to sześć plemion tybetańskich: Se, Mu, Dong, Tong, Dru i Ra;
  - pasy te wychodzą od wspólnego punktu – słońca, które symbolizuje wolność, dharmę, dostatek, szczęście i równość wszystkich ludzi;
  - pasy przecinają się z niebem – symbolizuje to nieprzerwaną ochronę, którą zapewniają buddowie tybetańskim plemionom;
- Dwa śnieżne lwy podtrzymujące trójkolorowy klejnot symbolizują równowagę między życiem duchowym a świeckim;
  - trójkolorowy klejnot podtrzymywany przez lwy symbolizuje szacunek Tybetańczyków dla Trzech Najwyższych Klejnotów Buddyzmu: Buddy, Dharmy i Sanghi;
  - dwukolorowy, wirujący klejnot trzymany przez lwy na dole symbolizuje równowagę yin i yang, a także oddanie Tybetańczyków dyscyplinie etycznego postępowania – przestrzeganiu Dziesięciu Wzniosłych Cnót i Szesnastu Rodzajów Prawości;
- Żółte (lub złote) obramowanie flagi symbolizuje rozprzestrzenianie się i rozkwit nauk Buddy, które "podobne są czystemu złotu". Brak obramowania po prawej stronie symbolizuje otwartość również na niebuddyjskie sposoby myślenia.